# چنار، جلیل‌آباد
چنار (به لاتین: Çinar) یک منطقهٔ مسکونی در جمهوری آذربایجان است که در شهرستان جلیل‌آباد واقع شده است. چنار ۵۰۵ نفر جمعیت دارد.
جنگل‌های هیرکانی واقع در کوه‌های تالش از این روستا به سوی جنوب آغاز می‌شود.